# Campionati europei juniores di scherma
I Campionati europei juniores di scherma  sono una competizione sportiva annuale organizzata dalla Confederazione europea di scherma. La prima edizione si è svolta nel 1992 a Innsbruck.

## Albo d'oro
| Anno | Fioretto                | Fioretto                | Spada                  | Spada                  | Sciabola             | Sciabola            |
| Anno | Uomini                  | Donne                   | Uomini                 | Donne                  | Uomini               | Donne               |
| ---- | ----------------------- | ----------------------- | ---------------------- | ---------------------- | -------------------- | ------------------- |
| 1992 | Márk Marsi              | Valentina Vezzali       | Gábor Totola           | Barbara Ciszewska      | Dariusz Gilman       |                     |
| 1993 | Lorenzo Taddei          | Valentina Vezzali       | Attila Fekete          | Silke Gerhardt         | Domonkos Ferjancsik  |                     |
| 1994 | Salvatore Sanzo         | Gesine Schiel           | Robert Andrzejuk       | Tereza Tesařová        | Domonkos Ferjancsik  |                     |
| 1995 | Lars Schache            | Martina Gutermuth       | Claus Mørch            | Hajnalka Tóth          | Dmitrij Lapkes       |                     |
| 1996 | Giuseppe Pierucci       | Martina Gutermuth       | Jörg Fiedler           | Sara Cristina Cometti  | András Décsi         |                     |
| 1997 | Andrzej Witkowski       | Verny                   | Árpád Horváth          | Tat'jana Logunova      | Dennis Bauer         |                     |
| 1998 | Alexandru Jelezov       | Sylwia Gruchała         | Adam Wiercioch         | Tat'jana Logunova      | Aleksandr Surimto    |                     |
| 1999 | Tomasz Ciepl            | Etelka Sike             | Dmytro Čumak           | Tat'jana Logunova      | Veliki               | Ilaria Bianco       |
| 2000 | Simon Senft             | Małgorzata Wojtkowiak   | Knovorost              | Anna Sivkova           | Tamás Decsi          | Elisaveta Gorst     |
| 2001 | Laurence Halsted        | Małgorzata Wojtkowiak   | Gauthier Grumier       | Britta Heidemann       | Primenko             | Margarita Joukova   |
| 2002 | Richard Kruse           | Evgenija Lamonova       | Gauthier Grumier       | Francesca Quondamcarlo | Oleh Šturbabin       | Leonore Perrus      |
| 2003 | Renal Ganeev            | Carolin Wutz            | Attila Ersek           | Ana Maria Brânză       | Balász Lontay        | Sof'ja Velikaja     |
| 2004 | Igor' Gridnev           | Carolin Wutz            | Ruslan Gadiev          | Tetjana Novakovs'ka    | Nicolas Limbach      | Ekaterina D'jačenko |
| 2005 | Pierre Boulle           | Aida Šanaeva            | Edoardo Munzone        | Jana Šemjakina         | Luigi Samele         | Ekaterina D'jačenko |
| 2006 | Guillaume Gavin         | Arianna Errigo          | Piotr Nemec            | Sanne Gars             | Áron Szilágyi        | Flora Palu          |
| 2007 | Jean-Paul Tony Helissey | Arianna Errigo          | Te-Mao Tran            | Edina Antal            | Dmytro Pundyk        | Irene Vecchi        |
| 2008 | Paweł Osmański          | Martina Batini          | Riccardo Schiavina     | Edina Antal            | Nikolász Iliász      | Lucrezia Sinigaglia |
| 2009 | Daniele Garozzo         | Beatrice Monaco         | Michal Čupr            | Rossella Fiamingo      | Áron Szilágyi        | Rossella Gregorio   |
| 2010 | Moritz Kröplin          | Alice Volpi             | Andrea Santarelli      | Rossella Fiamingo      | Enrico Berrè         | Jana Egorjan        |
| 2012 | Kirill Lichagin         | Alice Volpi             | Frederik Von Der Osten | Lauren Rembi           | András Szatmári      | Anna Márton         |
| 2013 | Lorenzo Nista           | Camilla Mancini         | Andrea Santarelli      | Auriane Mallo          | Sandro Bazadze       | Saoussen Boudiaf    |
| 2014 | Alexander Choupenitch   | Svetlana Tripapina      | Yuval Freilich         | Pauline Brunner        | Luca Curatoli        | Anna Márton         |
| 2015 | Damiano Rosatelli       | Oksana Martines Hauregi | Yuval Freilich         | Anna Kun               | Dmitrij Danilenko    | Anna Márton         |
| 2016 | Maximilien Chastanet    | Erica Cipressa          | Gergely Siklósi        | Nadine Stahlberg       | Charles Colleau      | Manon Apithy-Brunet |
| 2017 | Guillaume Bianchi       | Marta Mart'janova       | Jakub Jurka            | Vera Anevski           | Vladislav Pozdnjakov | Sofija Pozdnjakova  |
| 2018 | Kirill Borodačëv        | Martina Favaretto       | Davide Di Veroli       | Federica Isola         | Maxime Pianfetti     | Alina Michajlova    |
| 2019 | Tommaso Marini          | Serena Rossini          | Máté Koch              | Federica Isola         | Matteo Neri          | Liza Pusztai        |
| 2020 | Kirill Borodačëv        | Martina Favaretto       | Egor Lomaga            | Veronika Bieleszová    | Vasyl' Humen         | Joana Ilieva        |
| 2022 | Giulio Lombardi         | Carolina Stutchbury     | Zsombor Keszthelyi     | Anastasija Rustamova   | Colin Heathcock      | Amalia Aimé         |
| 2023 | Adam Jakubowski         | Giulia Amore            | Yonatan Cohen          | Gloria Klughardt       | Marco Mastrullo      | Mathilde Mouroux    |
| 2024 | Matteo Iacomoni         | Carolina Stutchbury     | Dov Ber Vilensky       | Anna Maksymenko        | Remi Garrigue        | Emma Nejkova        |
| 2025 | -                       | -                       | -                      | -                      | -                    | -                   |

## Edizioni
| #      | Anno | Città       | Nazione     |
| ------ | ---- | ----------- | ----------- |
| I      | 1992 | Innsbruck   | Austria     |
| II     | 1993 | Estoril     | Portogallo  |
| III    | 1994 | Cracovia    | Polonia     |
| IV     | 1995 | Keszthely   | Ungheria    |
| V      | 1996 | Limoges     | Francia     |
| VI     | 1997 | Danzica     | Polonia     |
| VII    | 1998 | Bratislava  | Slovacchia  |
| VIII   | 1999 | Porto       | Portogallo  |
| IX     | 2000 | Adalia      | Turchia     |
| X      | 2001 | Keszthely   | Ungheria    |
| XI     | 2002 | Conegliano  | Italia      |
| XII    | 2003 | Parenzo     | Croazia     |
| XIII   | 2004 | Espinho     | Portogallo  |
| XIV    | 2005 | Tapolca     | Ungheria    |
| XV     | 2006 | Poznań      | Polonia     |
| XVI    | 2007 | Praga       | Rep. Ceca   |
| XVII   | 2008 | Amsterdam   | Paesi Bassi |
| XVIII  | 2009 | Odense      | Danimarca   |
| XIX    | 2010 | Lobnja      | Russia      |
| XX     | 2012 | Parenzo     | Croazia     |
| XXI    | 2013 | Budapest    | Ungheria    |
| XXII   | 2014 | Gerusalemme | Israele     |
| XXIII  | 2015 | Maribor     | Slovenia    |
| XXIV   | 2016 | Novi Sad    | Serbia      |
| XXV    | 2017 | Plovdiv     | Bulgaria    |
| XXVI   | 2018 | Soči        | Russia      |
| XXVII  | 2019 | Foggia      | Italia      |
| XXVIII | 2020 | Parenzo     | Croazia     |
| XXIX   | 2022 | Novi Sad    | Serbia      |
| XXX    | 2023 | Tallinn     | Estonia     |
| XXXI   | 2024 | Napoli      | Italia      |
| XXXII  | 2025 | Adalia      | Turchia     |